# Field Naturalists Club of Victoria
La Field Naturalists Club of Victoria (FNCV) est une association australienne d'histoire naturelle. Elle a été créée en mai 1880 par un groupe d'enthousiastes de la nature dont Thomas Pennington Lucas, Charles French et Dudley Best. Depuis 1884, l'association publie un journal qui sort six fois par an, The Victorian Naturalist. La FNCV est située à 1 Gardenia St, Blackburn, dans la banlieue de Melbourne. Depuis 1940, elle décerne chaque année le Australian Natural History Medallion à celui qui a apporté le plus à la compréhension de l'histoire naturelle australienne. 

## Source
- Field Naturalists Club of Victoria (en)